# كاريز (إيران)
كاريز (بالفارسية: کاریز) هي مدينة تقع في إيران في قسم. يقدر عدد سكانها بـ 9,565 نسمة .